# Bomolocha excurvata
Bomolocha excurvata là một loài bướm đêm trong họ Noctuidae.